# 1261 км (зупинний пункт)
1261 кілометр — пасажирський залізничний зупинний пункт Лиманської дирекції Донецької залізниці (до грудня 2014 року Ясинуватська дирекція Донецької залізниці) на лінії Волноваха — Маріуполь-Порт — Волноваха між станціями Маріуполь (5 км) та Сартана (7 км). Розташована у Центральному районі, мікрорайон Правий берег міста Маріуполь Донецької області

## Історія
Через підрив мосту в районі селищ Аджахи та Правий Берег через річку Кальчик за кількасот метрів від платформи з 23 грудня 2014 р. тут, було припинено будь-яке залізничне сполучення. Відтак усі електропоїзди та пасажирські поїзди висаджували пасажирів по станції Сартана.
З жовтня 2015 року рух пасажирських та приміських поїздів до залізничного вокзалу Маріуполя було відновлено.

## Пасажирське сполучення
На платформі 1261 км зупинялися до 2014 року приміські електропоїзди сполученням Маріуполь — Ясинувата — Маріуполь. Нині курсують приміські електропоїзди курсують з Маріуполя до станцій Волноваха та Південнодонбаська.
Платформа у напрямку станції Маріуполь коротка, зійти на неї можна лише з перших трьох вагонів, частина електропоїзду зупиняється на переїзді.
До платформи можна дістатися автобусом № 23 та маршрутними таксі № 104, 105.

## Галерея

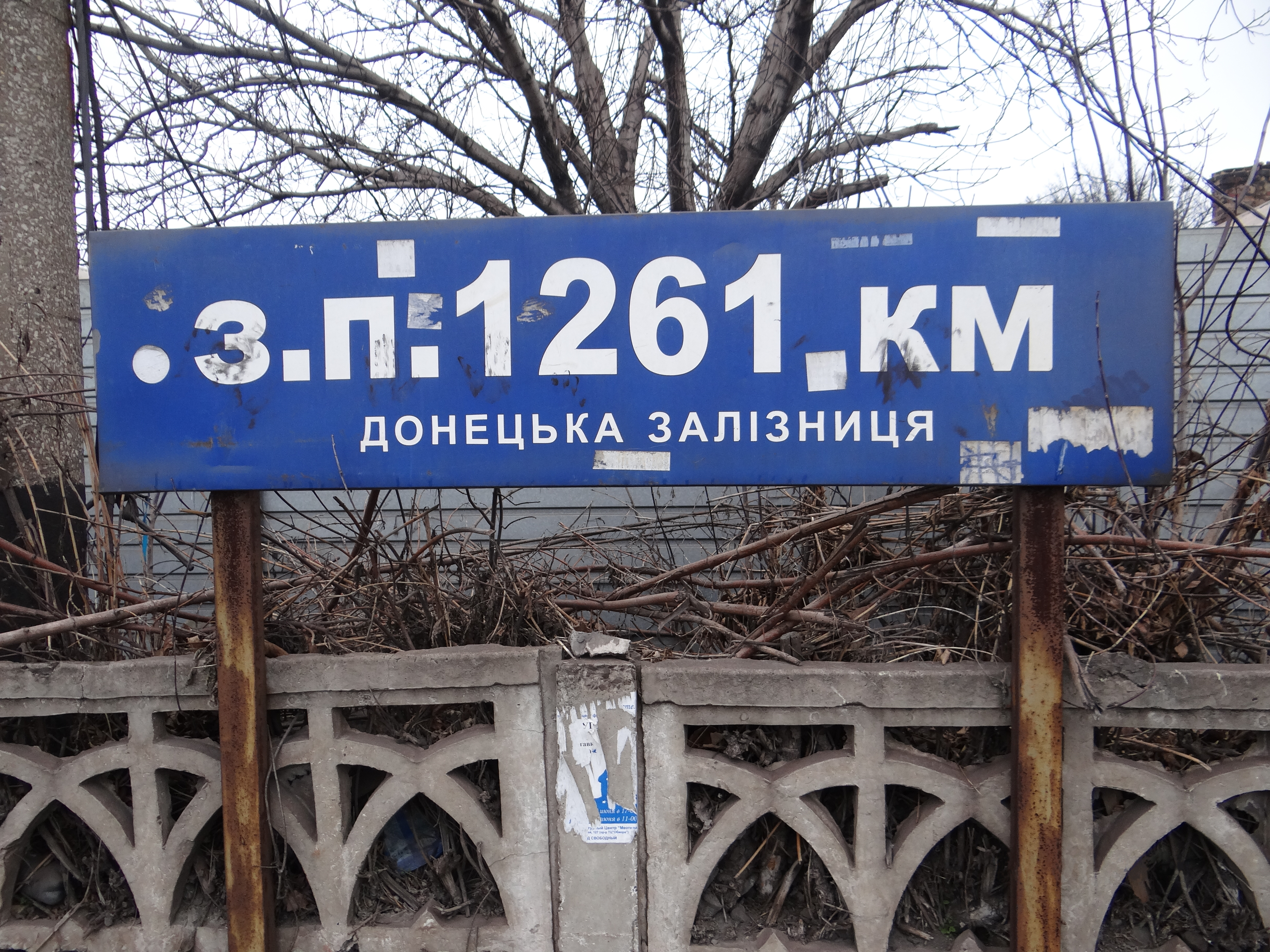